# Авро 523
Авро 523 (енгл. Avro 523) је двоседи британски ловац-извиђач и бомбардер који је производила фирма Авро (енгл. Avro). Први лет авиона је извршен 1916. године. 

После испитивања одбачен је из разматрања за серијску производњу.
Највећа брзина у хоризонталном лету је износила 156 km/h. Размах крила је био 18,29 метара а дужина 11,9 метара. Маса празног авиона је износила 1814 килограма а нормална полетна маса 2751 килограма. Био је наоружан са два 7,7-мм митраљеза Луис.

## Наоружање
| Наоружање авиона: Авро 523     |     |
| Ватрено (стрељачко) наоружање  |     |
| Топ                            |     |
| Митраљез                       |     |
| Број и ознака митраљеза        | 2   |
| Калибар                        | 7,7 |
| Бомбардерско наоружање (бомбе) |     |
| Ракетно наоружање (ракете)     |     |

## Земље које су користиле авион
- Велика Британија